# Нагорный (Якутия)
Наго́рный — упразднённый в 2019 году посёлок городского типа в Нерюнгринском районе Республики Саха (Якутия) Российской Федерации. Входил в городское поселение Посёлок Золотинка. Население — 9 чел. (2019) .

## География
Самый южный населённый пункт Якутии.
Расположен в верховьях реки Тимптон, в 109 километрах от районного центра города Нерюнгри.

## История
Возник в 1920-х годах как дорожный пункт в связи со строительством Амуро-Якутской автомагистрали. В 1927 году стал районным центром Тимптонского района.
Статус посёлка городского типа — с 1941 года. 25 сентября 1943 утратил статус райцентра, в связи с переносом оного в посёлок Чульман.
Постановлением Государственного Собрания (Ил Тумэн) Республики Саха (Якутия) от 19 июня 2019 г. в связи с отсутствием постоянно проживающего населения и фактической утратой функции административно-территориальной единицы посёлок Нагорный был упразднён.

## Население
| 1959 | 1970 | 1979  | 1989 | 2002 | 2009 | 2010 | 2012 | 2013 |
| ---- | ---- | ----- | ---- | ---- | ---- | ---- | ---- | ---- |
| 662  | ↘441 | ↗3184 | ↘913 | ↘152 | ↘96  | ↘68  | ↘60  | ↘32  |
| 2014 | 2015 | 2016  | 2017 | 2018 | 2019 |      |      |      |
| ↘22  | ↘19  | ↘17   | ↘15  | ↘14  | ↘9   |      |      |      |

## Инфраструктура
В 1926 году вокруг Нагорного открыты золотые прииски. Для их управления в 1928 году образовано Южно-Якутское управление «Союззолото» с центром в посёлке Нагорный.